# توتونسز
توتونسز هي قرية في مقاطعة نير، إيران. يقدر عدد سكانها بـ 199 نسمة بحسب إحصاء 2016.